# Ophiacantha vagans
Ophiacantha vagans är en ormstjärneart som beskrevs av Jean Baptiste François René Koehler 1898. Ophiacantha vagans ingår i släktet Ophiacantha och familjen knotterormstjärnor. Inga underarter finns listade i Catalogue of Life.